# Said Ghandi
Said Ghandi (1947) é um ex-futebolista profissional marroquino, que atuava como meio-campista.

## Carreira
Said Ghandi fez parte do elenco da histórica Seleção Marroquina de Futebol da Copa do Mundo de 1970. 